# Wibawamulya
Wibawamulya is een bestuurslaag in het regentschap Bekasi van de provincie West-Java, Indonesië. Wibawamulya telt 5862 inwoners (volkstelling 2010).